# ファイブガイズ

ファイブガイズ店舗の世界分布

ファイブガイズ（英：Five Guys）は、アメリカ合衆国に本社を置くハンバーガー、ホットドッグ、フライドポテトを中心とするファストカジュアルレストランチェーン店である。1986年に創業し、2016年には世界中に1,700以上の店舗を展開していて、1,300店舗が開発中である。2010年から2011年にかけての売上高は32.8％増であり、当時米国で最も急成長しているファストフードチェーンであった。

## 歴史
ファイブガイズは1986年にジェニーとジェリー・マレルによって創業され、最初のレストランをバージニア州アーリントン郡に開店した。ジェリーとその4人の息子のジム、マット、チャド、ベンは会社名の「ファイブガイズ（5人の男）」であった。1988年、マレル家は5人目の息子・タイラーを設け、5人の息子たちは現在の「ファイブガイズ」であり、5人ともビジネスに携わっている。マットとジムは全米の店舗訪問、チャドはトレーニングの監督、ベンはフランチャイジーの選定、タイラーはパン屋の運営を担当している。
2001年には5店舗を展開していた。その成功に後押しされたマレル家は、翌年、フランチャイズ販売組織であるフランスマートと契約し、ファイブガイズをフランチャイズ化することにした。元アメリカンフットボール選手のマーク・モーズリーは、選手引退後にフランスマート社に就職し、ファイブガイズの事業拡大に重要な役割を果たし、フランスマート社との取引終了後は、ファイブガイズのフランチャイズ開発ディレクターに就任した。
北米外の最初の店舗は2013年7月に英国ロンドンに開店した。現在は、英国で150店舗以上を展開している。ファイブガイズは中東にも店舗を展開し、ヨーロッパでも拡大を続けている。2017年末、ドイツ初の店舗をフランクフルト・アム・マインとエッセンに開店した。
2020年9月24日、COVID-19世界的流行の影響でサウスカロライナ州サーフサイドビーチに最初のドライブスルー窓を備えたファイブガイズが開店した。
2021年9月、ファイブガイズはオーストラリア初の店舗を展開した。また、ニュージーランドへの進出も計画している。

## 商品

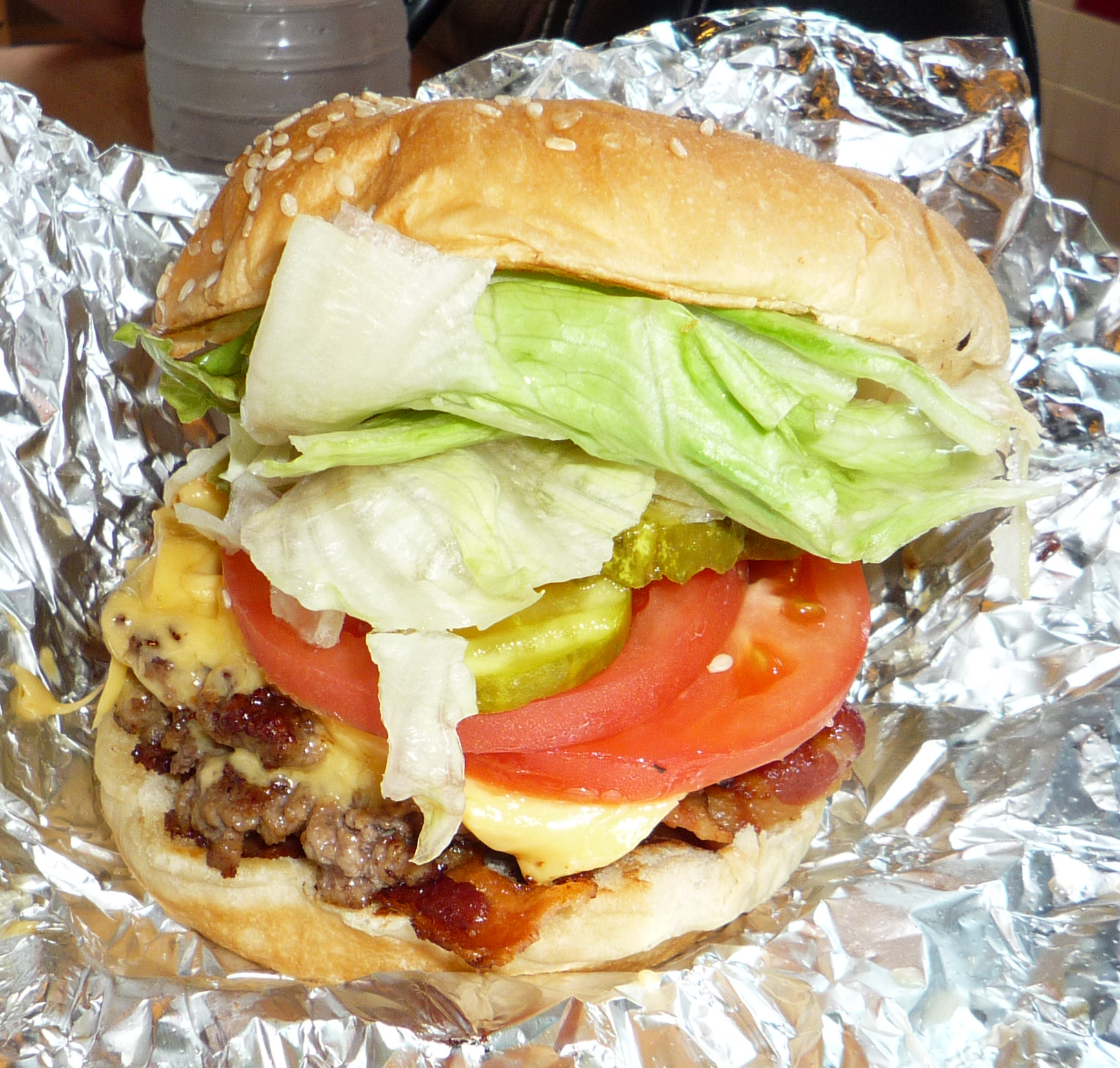
ベーコンチーズバーガー

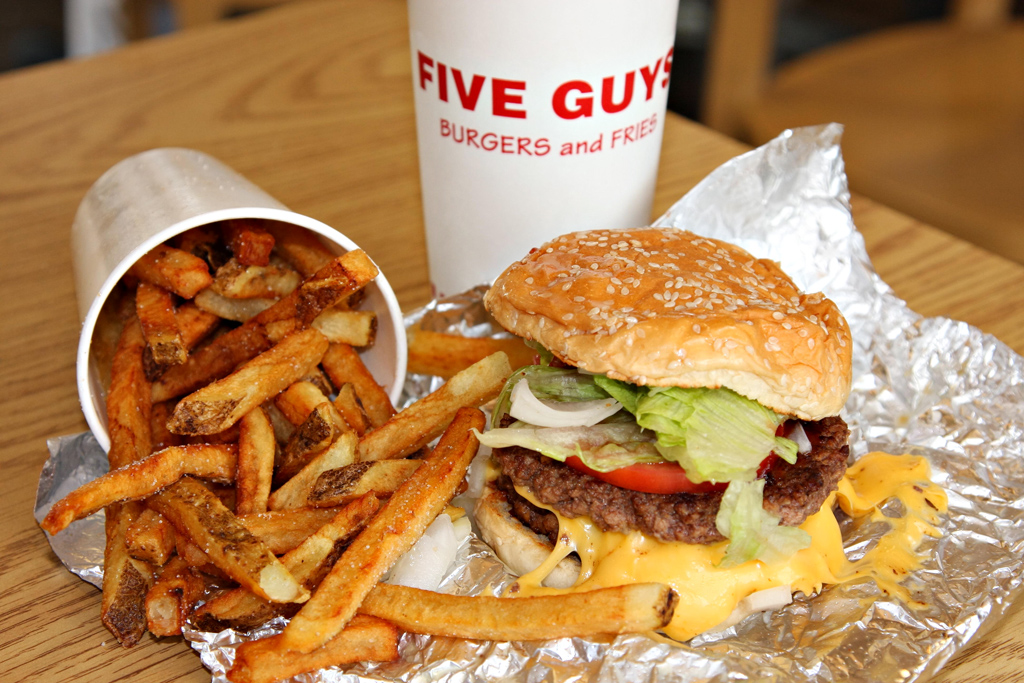
ファイブガイズ

ファイブガイズのメニューには、クラフトのアメリカンチーズやアップルウッド・スモークベーコンを使ったハンバーガー、カシュルートスタイルのホットドッグ（ヘブリューナショナルのオールビーフフランク）、グリルチーズサンドイッチ、BLTサンドイッチ、野菜サンドイッチなどがある。バンズは、通常のバンズよりも甘く、卵を多く使用している。ハンバーガーのサイズはレギュラー（2パティ）とリトル（1パティ）があり、そのサイドメニューはフライドポテトのみで、味付けは塩味の「ファイブガイズ・スタイル」と「ケイジャン・スタイル」がある。

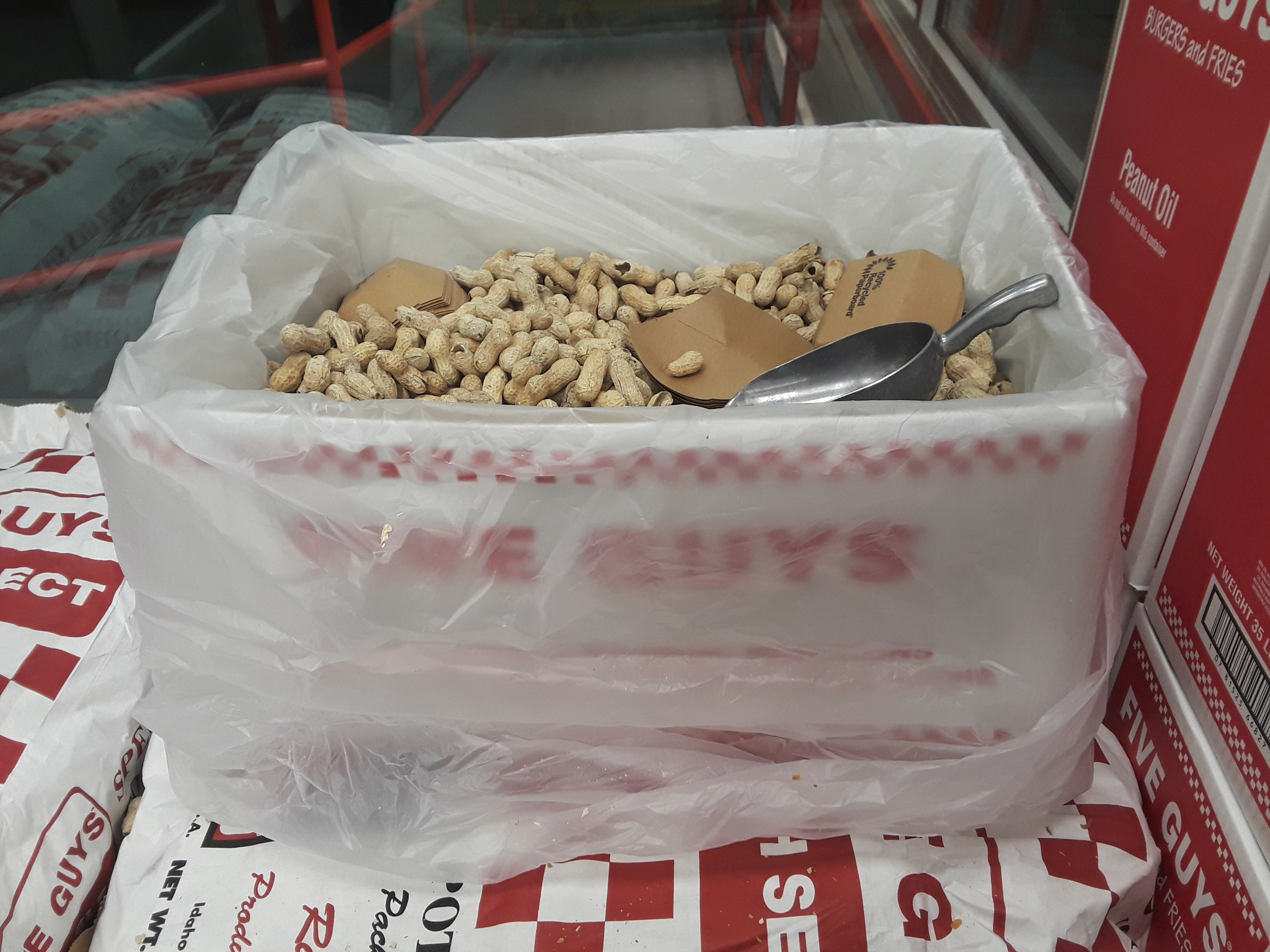
無料のローストピーナッツ

15種類の無料のトッピングで食事をカスタマイズすることができ、無料のローストピーナッツが提供されるのが特徴的である。

## 海外展開

### 日本
- 日本 - 韓国企業、エフジーコリア(ハンファグループ)により2025年下半期より7年間で東京を含む20店舗以上を店舗を開店予定[15][16]。

### その他
アジア
- 大韓民国
- 香港
- マカオ
- マレーシア
- シンガポール
- オーストラリア

中東
- en: United Arab Emirates
- アラブ首長国連邦
- en:China
- en:Kuwait
- en:Qatar
- en:Saudi Arabia

ヨーロッパ
- en:United Kingdom
- 英国
- ドイツ
- en:Bahrain
- en:Austria
- en:Belgium
- en:Luxembourg
- en:France
- en:Republic of Ireland
- en:Italy
- en:Netherlands
- en:Spain
- en:Switzerland

北米
- カナダ
- アメリカ合衆国

## 評判

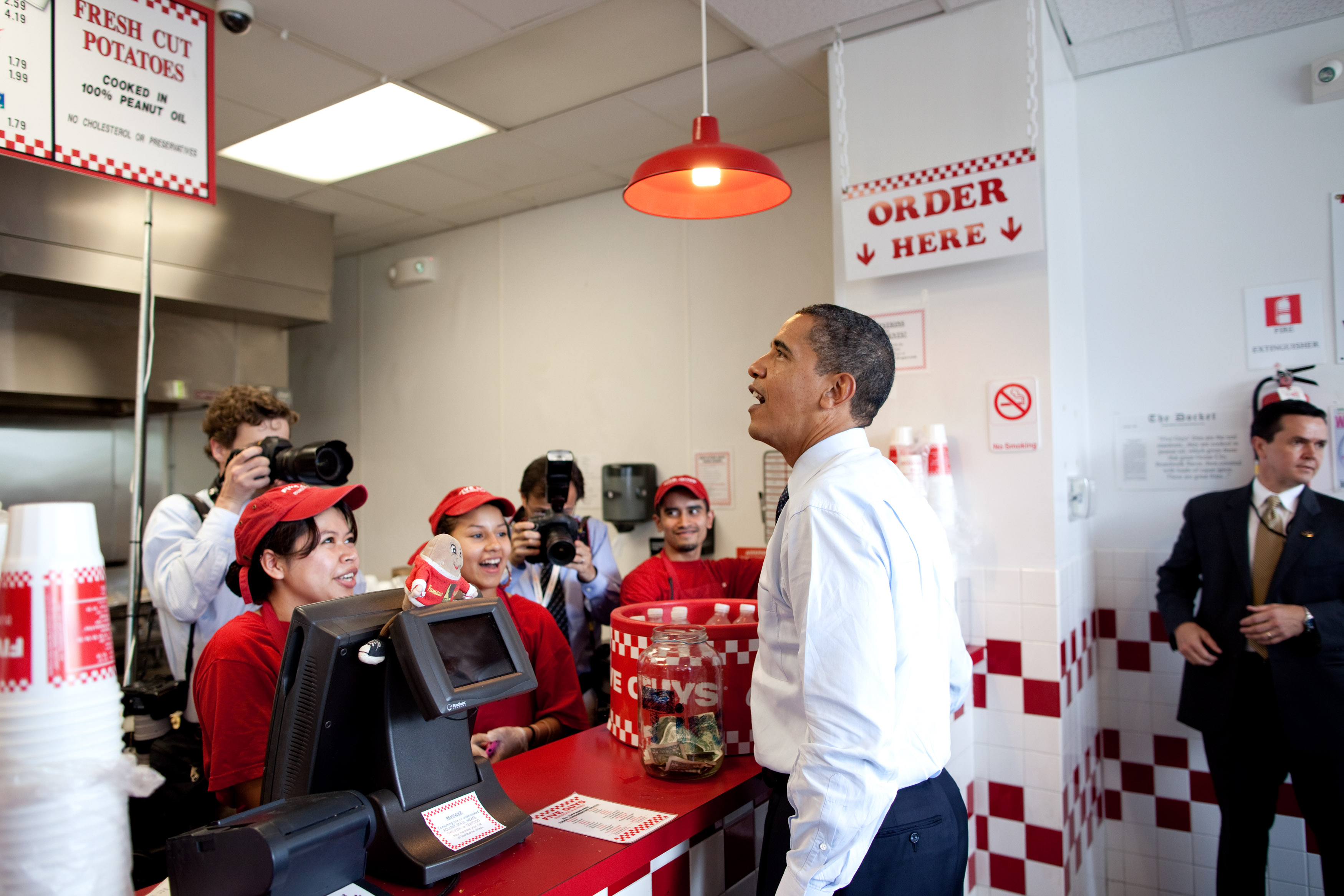
ファイブガイズで昼食を注文するバラク・オバマ

ファイブガイズには、カルト的なファンがいて、高いブランド・ロイヤリティを得ている。ファイブガイズは、ネット上で最も話題になっているハンバーガーブランドの1つと評価されている。

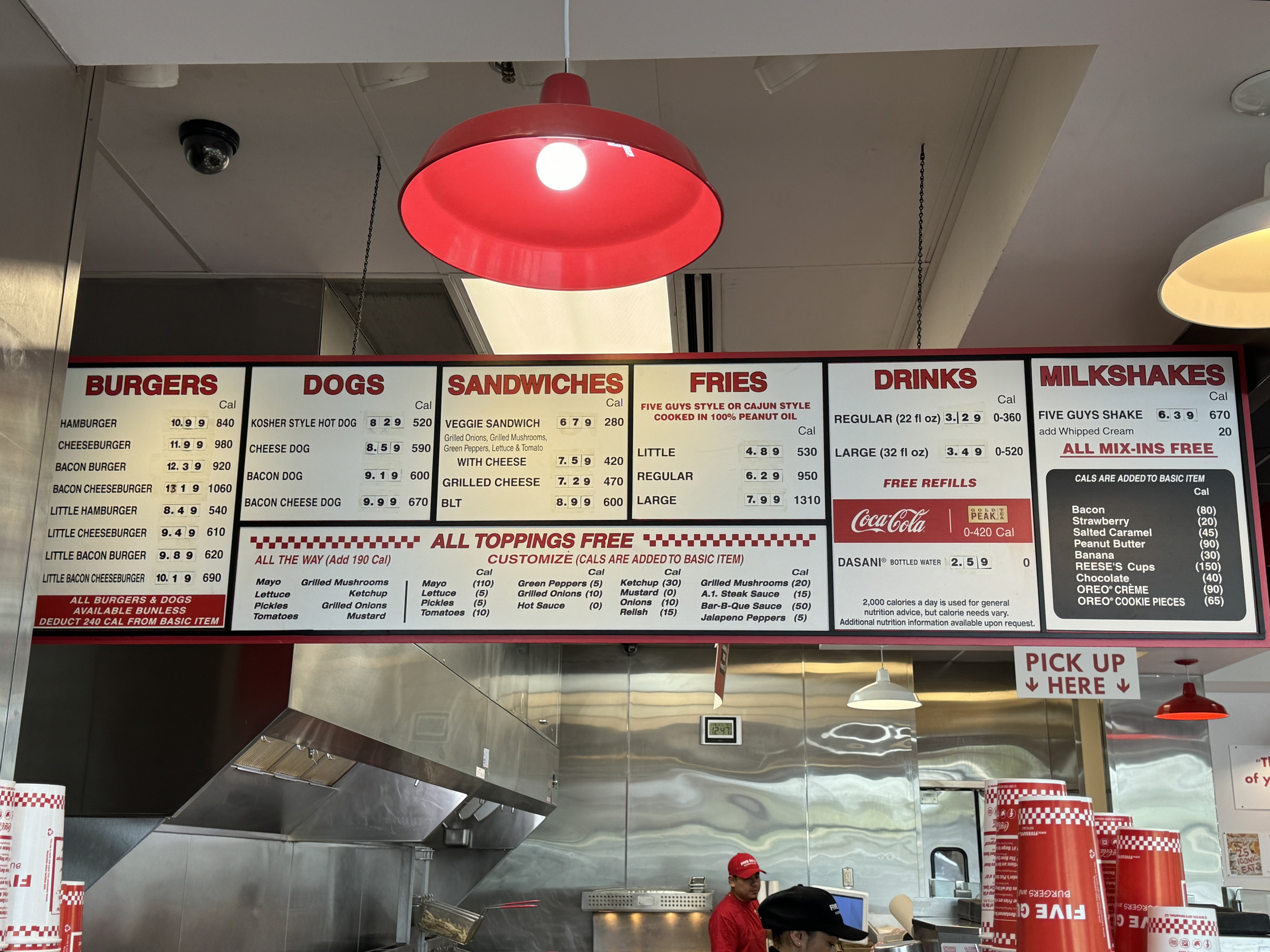
メニュー

バラク・オバマ元米国大統領は、2011年にワシントンのファイブガイズで同僚と一緒に昼食をとるなど、ファンであることが伝えられている。
2012年、Market Force Informationが7,600人のファストフードの消費者を対象に行った調査では、ファイブガイズは料理の品質と味、サービス、清潔さ、雰囲気において1位を獲得した。
2016年、ファイブガイズはMarket Force UKの調査において、ハンバーガー、ステーキ、チキン、グリル部門で1位を獲得した。

## 公式サイト
- Five Guys US
- Five Guys UK